# Podsused – Vrapče
Podsused – Vrapče – dzielnica Zagrzebia, stolicy Chorwacji. Obejmuje najdalej wysuniętą na zachód część miasta; ma 42 360 mieszkańców (rok 2001).
Podsused – Vrapče graniczy z następującymi dzielnicami: od wschodu – Črnomerec, od południa – Stenjevec i Novi Zagreb – zapad.